# William Dembski
William Albert "Bill" Dembski (18 de julho de 1960 - ) é um matemático, filósofo e teólogo americano. Foi um proponente americano da pseudociência do design inteligente (DI) e um oponente da teoria da evolução através da seleção natural. Autor de vários livros sobre o design inteligente, teologia, e matemática, em 2016 Dembski alega ter abandonado o design inteligente e renunciado a todas as suas "associações formais com a comunidade do DI, incluindo a [sua] relação de 20 anos com o Discovery Institute".
Dembski alega ter dado aulas na Northwerstern University, na Universidade de Notre Dame, na Universidade de Dallas, ter concluído seu pós-doutorado em matemática no MIT, em física na Universidade de Chicago e em ciências da computação em Princeton. Alega, ainda, possuir um Ph.D. em filosofia e mestrado em divindade pelo Seminário Teológico de Princeton.
Em função do crescente interesse público pelo tema do Design Inteligente, Dembski alega ter assumido a condição informal de um dos porta-vozes sobre o assunto. Alega ainda ter obtido relativa popularidade por sua participação em programas de rádio e pela publicação de vários de seus escritos.

## Publicações
- Signs of Intelligence: Understanding Intelligent Design, William A. Dembski e James M. Kushiner, Brazos Press
- Uncommon Dissent: Intellectuals Who Find Darwinism Unconvincing, William A. Dembski, ISI Books
- The Design Inference: Eliminating Chance through Small Probabilities, Cambridge University Press
- No Free Lunch, Rowman & Littlefield Publishers
- Can Intelligent Design Be Detected in Biology? - Debate na UCLA (DVD) William A. Dembski e Niall Shanks.
- The Design Revolution. Answering the toughest questions about Intelligent Design, InterVarsity Press, 2004.